# Zamyn-Ùùd
Zamyn-Ùùd (mongolo: Замын-Үүд , porta delle strade) è una cittadina e un sum (suddivisione amministrativa di secondo livello) della provincia del Dornogov’ nel sud-est della Mongolia. È un posto di confine e l'ultima stazione in territorio mongolo della linea ferroviaria Transmongolica prima di entrare in Cina e proseguire per Pechino.
La popolazione era stimata a 11.527 persone nel 2008.
Nel 2004, è stata ufficialmente creata la Zona di Libero Commercio di Zamyn-Ùùd. Ha un'area di 900 ettari e si trova tra l'insediamento di Zamyn-Ùùd e il confine cinese.
La città è situata presso il confine tra Mongolia e Repubblica Popolare Cinese.
L'importanza di questa città, e di quella cinese di Erenhot, oltre il confine, in Cina, è quella di essere poste sul principale asse ferroviario (Ferrovia Transmongolica) e stradale che connette Mongolia e Cina, in corrispondenza del confine tra i due paesi.
La città è connessa con Čojr, via Sajnšand con delle piste nel deserto di difficile percorrenza anche se una strada migliore è in costruzione.. Da Čojr ad Ulan Bator esiste un'ottima strada asfaltata.
La corrispondenza con la contigua Erenhot permette l'accesso alla autostrada cinese 208 di cui Erenhot è punto finale e la prosecuzione verso la Cina Centrale.
La Ferrovia Transmongolica che attraversa la città, secondo valutazioni statistiche di transito, ha avuto nel 2004 950.000 persone in transito transfrontaliero.
La città, per la sua situazione particolare di luogo di transito, è stata eretta a speciale "Area Economica Libera", costituita nel 2004.
Dal momento che le banche cinesi non trattano la valuta mongola (Tugrik), la città di Zamyn-Ùùd è la prima in entrata in Mongolia dalla Cina, o l'ultima in uscita dalla Mongolia dove si tratti tale valuta. Un ufficio di cambio è presso la stazione ferroviaria.